# Champions of Norrath
Champions of Norrath est un jeu vidéo de type action-RPG édité par Sony Online Entertainment et développé par Snowblind Studios. Il est disponible depuis juin 2004 sur PlayStation 2 uniquement.
Le jeu prend place dans l'univers d'EverQuest. Il a pour suite Champions: Return to Arms.

## Accueil
- Jeuxvideo.com : 17/20[1]